# 孙捷
孙捷（1991年2月9日—），是一名中国足球运动员，现效力中国足球超级联赛球队长春亚泰，司职后卫。

## 俱乐部生涯
2009年，孙捷被提升进入长春亚泰一线队，但在该赛季未能得到出场机会。2010年夏季，球队主教练沈祥福开始对球队进行年轻化改造，孙捷也开始受到重用。8月18日，他在长春亚泰主场对阵深圳红钻的比赛中首发并踢满全场，首次在中超联赛亮相，帮助球队2比1击败对手。2010赛季他一共得到7次联赛出场机会，其中6次为首发。2011赛季，孙捷在联赛初段仍可以获得首发机会，但第四轮之后淡出一队，主要参加预备队联赛，赛季仅在中超出场2次。2012赛季，他在长春亚泰对阵大连阿尔滨（客场）、江苏舜天（客场）、辽宁宏运（主场）和天津泰达（客场）中出场，不过这四场比赛他全部都是在伤停补时阶段球队一球领先时作为拖延时间的战术使用。2013年5月18日，他在和大连阿尔滨的比赛第68分钟头球破门，射进加盟球队的首个正式比赛进球，最终帮助球队2比2逼平对手。

## 国家队生涯
2009年5月，孙捷入选宿茂臻挂帅的新一期中国国青队，并在6月份和朝鲜国青队的比赛中出场。